# Danilo Carrera
Danilo Xavier Carrera Huerta (Guayaquil, 17 de janeiro de 1989) é um ator e apresentador equatoriano. 

## Biografia
Danilo nasceu na cidade de Guayaquil, Equador, em 17 de janeiro de 1989. Começou sua carreira de atuação em Miami, trabalhando no teatro. Sua primeira obra foi Crónicas Desquiciadas.
Em 2012 ingressou na Telemundo para participar da telenovela Relaciones peligrosas, onde interpretou Leonardo Máximo. Sua interpretação lhe rendeu o prêmio como Melhor Ator Revelação no Miami Life Awards.
Pela sua grande atuação logo depois foi chamado para participar da terceira temporada da telenovela Grachi, do canal Nickelodeon, interpretando a Axel Vélez.Danilo também foi ganhador na categoria "Gato do Ano" nos Meus Prêmios Nick e nomeado a "Vilão Favorito" no Kids Choice Awards Argentina.
Em 2013, assinou contrato com a Venevisión e Univisión para participar da telenovela Cosita linda que foi transmitida pela cadena Univisión.
Danilo Carrera também é apresentador de televisão no Programa República Deportiva, da Univisión todos os domingos, de 11:00 às 13:00. Também faz parte da equipe de El Gordo y La Flaca (Univision), apresentando a seção das cibernoticias.
Em 2015, estreou na Televisa como antagonista juvenil na telenovela Pasión y poder.No mesmo ano, Danilo se casou com a atriz norte-americana de origem venezuelana Ángela Rincón. Em janeiro de 2019, Carrera e Rincón anunciaram o divórcio.

## Carreira

### Telenovelas
- El amor invencible (2023) - Adrián Hernández Pulido / David Alejo
- Vencer la ausencia (2022) - Ángel Funes
- Contigo sí (2021-2022) - Álvaro Villalobos Hurtado
- Quererlo todo (2020-2021) - Mateo Santos Coronel / Mateo Montes Santos
- Vencer el miedo (2020) - Omar Cifuentes Leal / Alberto "Beto"
- Hijas de la luna (2018) - Sebastián Oropeza Ruiz / Sebastián Frankfurt Ruiz
- La doble vida de Estela Carrillo (2017) - Danilo Cabrera Toribio
- Sin rastro de ti (2016) - Mauricio Santillana
- Pasión y poder (2015-2016) - Franco Herrera Fuentes / Franco Gómez Luna Herrera
- Cosita linda (2014) - Federico "Fede" Madariaga
- Grachi (2012-2013) - Axel Vélez
- Relaciones peligrosas (2012) - Leonardo "Leo" Máximo

### Programas
- Ruta 35 (2016) - Wilson